# 코파 에바 두아르테
코파 에바 두아르테(스페인어: Copa Eva Duarte)는 스페인 왕립 축구 연맹(RFEF)이 조직한 대회로, 라 리가 우승 구단과 코파 델 헤네랄리시모 우승 구단이 참가했다.
1940년 9월, 이 형식의 대회를 코파 데 캄페오네스(Copa de Campeones, 제패자들의 컵)으로 불렸다. 이 대회는 1945년 12월까지 열리지 않았는데, 당시 스페인 군사 정권의 아르헨티나 대사가 코파 데 오로 아르헨티나(Copa de Oro Argentina, 아르헨티나 황금컵)을 수여했다. 두 우승컵은 비공식으로 각각 한 번씩 진행되었다.
스페인 왕립 축구 연맹이 코파 프레시덴테 FEF를 공식 대회로 출범시켰다. 그러나, 이 대회도 한 번만 진행되었는데, 12경기 중 11경기가 소리그 형식으로 1941년 4월에서 5월까지 진행되었고, 마지막이자 우승 구단을 결정하는 경기가 1947년 9월까지 연기되어 진행되었다.
1947년, RFEF가 아르헨티나 대통령 후안 페론과 영부인 에바 페론에 대한 경의로 출범한 코파 에바 두아르테 데 페론이 실시되어 연간 공식 대회로 진행되었다. 대회는 9월과 12월에 단판 승부 형식으로 진행되었다. 대회 우승컵은 1982년부터 실시된 현 수페르코파 데 에스파냐의 전신이다.

## 역대 대회 결과
| 연도 | 우승                | 참가 자격   | 준우승                   | 참가 자격                | 점수                     |
| ---- | ------------------- | ----------- | ------------------------ | ------------------------ | ------------------------ |
| 1947 | 레알 마드리드       | 코파        | 발렌시아                 | 라 리가                  | 3–1                      |
| 1948 | 바르셀로나          | 라 리가     | 세비야                   | 코파                     | 1–0                      |
| 1949 | 발렌시아            | 코파        | 바르셀로나               | 라 리가                  | 7–4                      |
| 1950 | 아틀레틱 빌바오     | 코파        | 아틀레티코 마드리드      | 라 리가                  | 5–5, 2–0                 |
| 1951 | 아틀레티코 마드리드 | 라 리가     | 바르셀로나               | 코파                     | 2–0                      |
| 1952 | 바르셀로나          | 리가 & 코파 | 2관왕 달성으로 자동 획득 | 2관왕 달성으로 자동 획득 | 2관왕 달성으로 자동 획득 |
| 1953 | 바르셀로나          | 리가 & 코파 | 2관왕 달성으로 자동 획득 | 2관왕 달성으로 자동 획득 | 2관왕 달성으로 자동 획득 |

* 1947년 대회는 1948년 6월이 되어서야 진행되었다

** 1952년과 1953년에는 바르셀로나가 라 리가 및 코파 2관왕을 차지하면서 자동으로 가져갔다.

## 구단별 우승 횟수
| 구단                | 우승 | 준우승 | 우승 연도        | 준우승 연도 |
| ------------------- | ---- | ------ | ---------------- | ----------- |
| 바르셀로나          | 3    | 2      | 1948, 1952, 1953 | 1949, 1951  |
| 발렌시아            | 1    | 1      | 1949             | 1947        |
| 아틀레티코 마드리드 | 1    | 1      | 1951             | 1950        |
| 레알 마드리드       | 1    | –      | 1947             | –           |
| 아틀레틱 빌바오     | 1    | –      | 1950             | –           |
| 세비야              | –    | 1      | –                | 1948        |

## 같이 보기
- 수페르코파 데 에스파냐
- 코파 데 로스 캄페오네스 데 에스파냐
- 코파 데 오로 아르헨티나